# Elfi Mikesch
Elfi Mikesch, nom d'artiste d'Elfriede Mikesch (née le 31 mai 1940 à Judenburg), est une photographe, directrice de la photographie et réalisatrice austro-allemande.

## Biographie
Elfi Mikesch est la fille d'un projectionniste de cinéma. Elle suit une formation en photographie et travaille comme peintre. En 1960, elle épouse le peintre et auteur de pièces radiophoniques Fritz Mikesch (de) et l'accompagne d'Innsbruck à Francfort-sur-le-Main en 1963. Elle y rencontre Rosa von Praunheim et s'installe en 1965 à Berlin-Ouest, où elle travaille pour la maison d'édition V. Magdalinski. En 1969, elle publie Oh Muvie, un "reportage photo anarchiste", avec Rosa von Praunheim.
La nouvelle d'Edgar Allan Poe Le Masque de la mort rouge inspire Elfi Mikesch pour ses débuts au cinéma en 1970, Charisma. Eine Erinnerung an den Tod un film tourné en Super-8 ; il est considéré comme perdu.
En 1971, elle tourne son premier film en tant que directrice de la photographie, Leidenschaften, résultat cinématographique d'un voyage autour du monde avec Fritz Mikesch, réalisé par Rosa von Praunheim. En 1972, elle est responsable du maquillage et des costumes de Salome de Werner Schroeter, pour lequel elle tiendra la caméra dans de nombreuses productions cinématographiques.
En 1976, Fritz et Elfi Mikesch se séparent, mais continuent à être amis.
D'autres séries de photos et diaporamas suivent avant de se faire connaître vers 1980 comme spécialiste du cinéma expérimental qu'elle réalise elle-même. Elle travaille notamment comme réalisatrice de documentaires pour ZDF et est engagée à plusieurs reprises comme directrice de la photographie par des réalisateurs tels que Rosa von Praunheim, Werner Schroeter, Peter Lilienthal et Monika Treut, avec laquelle elle fonde en 1984 la société de production Hyäne/Hyena Film basée à Hambourg.
En 1983-1984, elle enseigne la réalisation à l'Académie allemande du film et de la télévision de Berlin. Depuis 1991, elle est membre de l'Académie des Arts de Berlin, section Film et Arts médiatiques.
À l'occasion du quatre-vingtième anniversaire de Mikesch en 2020, Rosa von Praunheim publie le livre photo vis-à-vis sur sa compagne de longue date, présente pour lui dans plus de 20 films.
Le Filmarchiv Austria honore Mikesch avec une rétrospective de plusieurs semaines de mi-janvier à début février 2022 à Vienne au Metro-Kino. Le cinéma projette également des films de Rosa von Praunheim et de Werner Schroeter, pour lesquels Mikesch s'occupait de la direction de la photographie.
En 2020, elle vit à Berlin-Schöneberg avec son épouse, l'artiste Lilly Grote (de).

## Filmographie
- 1970 : Charisma. Eine Erinnerung an den Tod. (direction de la photographie, réalisation, perdu)
- 1972 : Leidenschaften (direction de la photographie)
- 1978 : Ich denke oft an Hawaii (de) (direction de la photographie, réalisation, scénario, montage)
- 1979 : Execution: A Story of Mary (direction de la photographie, réalisation, scénario, production, montage)
- 1980 : Was soll'n wir denn machen ohne den Tod (direction de la photographie, réalisation, scénario, montage)
- 1982 : Macumba (de) (réalisation)
- 1982 : Im Jahr der Schlange (direction de la photographie)
- 1983 : Canale grande (direction de la photographie)
- 1983 : Die blaue Distanz (direction de la photographie, réalisation, scénario)
- 1983 : Das Frühstück der Hyäne (direction de la photographie, réalisation, scénario)
- 1984 : Horror Vacui (de) (direction de la photographie)
- 1985 : Verführung: Die grausame Frau (direction de la photographie, réalisation, scénario, production)
- 1986 : Un virus sans morale (de) (direction de la photographie)
- 1986 : Le Roi des roses (direction de la photographie)
- 1987 : Anita: Tänze des Lasters (direction de la photographie)
- 1988 : Die Jungfrauenmaschine (direction de la photographie, production)
- 1989 : Marocain (direction de la photographie, réalisation, scénario)
- 1990 : Die Aids-Trilogie: Feuer unterm Arsch – Vom Leben und Sterben schwuler Männer in Berlin (direction de la photographie)
- 1991 : Malina (direction de la photographie)
- 1991 : A Idade Maior (direction de la photographie)
- 1991 : The Party: Nature Morte (direction de la photographie)
- 1991 : My Father is Coming (direction de la photographie)
- 1992 : Female Misbehavior (direction de la photographie)
- 1994 : Hey Stranger (direction de la photographie)
- 1994 : Erotique (direction de la photographie)
- 1994 : Soldaten Soldaten (réalisation)
- 1995 : Out of America (direction de la photographie)
- 1996 : Gefährliche Orte – Bombenleger (direction de la photographie, réalisation)
- 1996 : Poussières d'amour – Abfallprodukte der Liebe (direction de la photographie)
- 1997 : Daily Chicken (direction de la photographie)
- 1997 : Verrückt bleiben – verliebt bleiben (direction de la photographie, réalisation, scénario)
- 1999 : Gendernauts (de) (direction de la photographie)
- 1999 : L'Einstein du sexe (direction de la photographie)
- 2000 : Seul Fassbinder comptait encore pour moi (direction de la photographie)
- 2001 : Mon Paradis – Der Winterpalast (direction de la photographie, réalisation, scénario)
- 2001 : Die Markus Family (direction de la photographie, réalisation, scénario)
- 2001 : Kriegerin des Lichts (de) (direction de la photographie)
- 2001 : Denk ich an Deutschland – Ein Fremder (direction de la photographie)
- 2002 : Deux (direction de la photographie)
- 2002 : Ich kann das schon! (direction de la photographie)
- 2003 : Ich bin der Eiffelturm (série Fremde Kinder, direction de la photographie)
- 2003 : Les Parents terribles (direction de la photographie)
- 2004 : Passion Hölderlin (direction de la photographie)
- 2005 : Life, Love & Celluloid (direction de la photographie)
- 2005 : Christoph Schlingensief und seine Filme (direction de la photographie)
- 2005 : Den Tigerfrauen wachsen Flügel (direction de la photographie)
- 2006 : Brinkmanns Zorn (direction de la photographie)
- 2006 : Hahnemanns Medizin (direction de la photographie, réalisation)
- 2007 : Meine Mütter – Spurensuche in Riga (direction de la photographie)
- 2008 : Tote Schwule – Lebende Lesben (direction de la photographie)
- 2008 : Zisternen – Istanbuls versunkene Paläste (réalisation)
- 2008 : Grandir, un jeu d'enfant (direction de la photographie)
- 2008 : Dans la spirale des jeux vidéo (direction de la photographie)
- 2011 : Mondo Lux – Die Bilderwelten des Werner Schroeter (réalisation)
- 2012 : Der Schmetterlingsjäger – 37 Karteikarten zu Nabokov (direction de la photographie)
- 2014 : Fieber (réalisation, scénario)
- 2015 : Un amour violent (direction de la photographie)
- 2019 : Ich bin Anastasia (de) (direction de la photographie)
- 2022 : Die Strasse als Erzählung (réalisation, direction de la photographie, scénario)
- 2024 : Krieg oder Frieden (réalisation, scénario)